# Костадин Чучулайн
Костадин Иванов Чучулайн или Чучулаин е български духовник, свещеноиконом, просветен деец и революционер, деец на Вътрешната македоно-одринска революционна организация.

## Биография
Роден е на 15 юни 1861 година в Банско, тогава в Османската империя, в голям патриотичен род. Първи братовчед е на краеведа Иван (Йонко) Чучулаин. На девет години остава без баща, а майка му се жени повторно. Костадин Чучулайн учи в родното си село, после в Сярското българско педагогическо училище и завършва педагогическите курсове в Солун.
На 17-годишна възраст е назначен за учител в Банско. Става куриер между въстанически чети по време на Кресненско-Разложкото въстание в 1878 - 1879 година. В 1896 година се присъединява към ВМОРО. В 1901 година е ръкоположен за свещеник от митрополит Иларион Неврокопски. Арестуван е от османските власти през същата година във връзка с аферата „Мис Стоун“. В 1903 година взима дейно участие в подготовката на Илинденско-Преображенското въстание, като след погрома на въстанието е арестуван заедно с други дейци и е затоверен в солунския затвор Еди куле. През 1904 година е отличен с офикията свещеноиконом. Поради този факт, фамилията му постепенно започва да се нарича Икономови.
Отново е арестуван и репресиран от османските власти в навечерието на Балканските войни. Освободен е от Българската войска. След освобождаването на Пиринска Македония, работи като учител и свещеник до края на живота си в Банско.
Умира на 27 декември 1941 година в Банско. Погребан е в черковния двор на храма „Света Троица“ до външната стена на олтара.
По повод 150 години от рождението на Костадин Чучулайн в Банско е открит паметник, изграден с дарения от неговите наследници.